# اليوم الدولي للتضامن مع الموظفين المحتجزين والمفقودين
اليوم الدولي للتضامن مع الموظفين المحتجزين والمفقودين هو حدث للأمم المتحدة، يُقام في 25 مارس من كل عام، وهو الذكرى السنوية لاختطاف أليك كوليت، وهو صحفي سابق كان يعمل مع وكالة الأمم المتحدة لإغاثة وتشغيل اللاجئين الفلسطينيين عندما اختطفه أحد المسلحين سنة 1985، وعُثر على جثته في منطقة وادي البقاع بجنوب لبنان سنة 2009.

## وصلات خارجية
- الموقع الرسمي.